# كايل أوكوين
كايل أوكوين (بالإنجليزية: Kyle O'Quinn)‏ مواليد 26 مارس 1990 في جامايكا، كوينز، هو لاعب كرة سلة محترف أمريكي بدأ مسيرته الاحترافية في سنة 2012 حيث تم اختياره من قبل فريق أورلاندو ماجيك خلال الدرافت، يلعب مع فريق نيويورك نيكس في الرابطة الوطنية لكرة السلة كلاعب وسط ويحمل الرقم 9. يبلغ طوله 6 قدم 10 بوصة (2.1 م).

## إحصائيات المسيرة

### الموسم الاعتيادي
| السنة   | الفريق         | لعب | بدأ | دقيقة | ميداني% | ثلاثية | حرة  | ارتداد | صنع | استلاب | تصدي | نقطة |
| ------- | -------------- | --- | --- | ----- | ------- | ------ | ---- | ------ | --- | ------ | ---- | ---- |
| 2012–13 | أورلاندو ماجيك | 57  | 5   | 11.2  | .513    | .000   | .667 | 3.7    | .9  | .2     | .5   | 4.1  |
| 2013–14 | أورلاندو ماجيك | 69  | 19  | 17.2  | .501    | .000   | .687 | 5.3    | 1.1 | .6     | 1.3  | 6.2  |
| 2014–15 | أورلاندو ماجيك | 51  | 17  | 16.2  | .492    | .279   | .772 | 3.9    | 1.2 | .6     | .8   | 5.8  |
| 2015–16 | نيويورك نيكس   | 65  | 1   | 16.2  | .476    | .227   | .767 | 3.8    | 1.1 | .3     | .8   | 4.8  |
| المسيرة |                | 242 | 42  | 14.1  | .495    | .246   | .722 | 4.2    | 1.1 | .4     | .8   | 5.2  |

## روابط خارجية
- كايل أوكوين على موقع إن بي أي (الإنجليزية)
- كايل أوكوين على موقع دوري كرة السلة الياباني للمحترفين (اليابانية)
- كايل أوكوين على موقع سبورتس رفرنس (الإنجليزية)
- كايل أوكوين على موقع كرة السلة الأوروبية.كوم (الإنجليزية)
- كايل أوكوين على موقع DraftExpress.com (الإنجليزية)
- كايل أوكوين على موقع إي إس بي إن.كوم (الإنجليزية)
- كايل أوكوين على موقع كلية كرة السلة في سبورتس رفرنس.كوم (الإنجليزية)
- كايل أوكوين على موقع ريلجم (الإنجليزية)
- كايل أوكوين على موقع بروبوليرز (الإنجليزية)
- كايل أوكوين على موقع سبورتس رفرنس (الإنجليزية)